# 화성순환여객
화성순환여객(華城巡環旅客)은 경기도 화성시의 마을버스 회사이고, 본사는 경기도 화성시 송산면 사강리 646-4번지 송산버스터미널 내에 위치해 있다.

## 연혁
- 2014년 9월 29일: 회사 설립

## 운행 노선
| 노선 번호 | 운행구간 | 운행구간 | 운행구간        | 경유지 | 운행 횟수 | 배차 간격 (분) | 비고              |
| --------- | -------- | -------- | --------------- | --- | --------- | -------------- | ----------------- |
| 공영1     | 사강     | ↔        | 지화2리         | 중송리, 지화1리 | 2회       |                |                   |
| 공영1     | 사강     | ↔        | 궁평리유원지    | 전곡리, 광평리, 매화리, 사곶리, 유원지, 궁평리, 용두, 매화, 광평, 전곡리 | 1회       |                |                   |
| 공영1     | 사강     | ↔        | 궁평리유원지    | 전곡리, 광평리, 매화리, 용두리 | 6회       |                |                   |
| 공영1     | 사강     | ↔        | 궁평리유원지    | 전곡리, 매화, 용두, 궁평리, 유원지, 사곳리, 매화리, 전곡리 | 3회       |                |                   |
| 공영2     | 사강     | ↔        | 금당2리         | 해문2리, 슬항2리, 마도시내, 청원초교, 청원2리입구 | 4회       |                |                   |
| 공영2     | 사강     | ↔        | 대광1차         | 삼존2·3리, 마도, 송정리, 원천리, 우림A, 남양농협, 시청 | 1회       |                |                   |
| 공영2     | 사강     | ↔        | 대광1차         | 돼지고개, 구리섬, 마도, 송정리, 원천리, 우림A, 시청 | 6회       |                |                   |
| 공영2     | 사강     | ↔        | 지화2리         | 중송리, 마산리 | 1회       |                |                   |
| 공영3     | 사강     | ↔        | 지화1리         | 은진화학, 중송리, 장문 | 4회       |                |                   |
| 공영3     | 사강     | ↔        | 청원3리         | 봉가리, 삼존2·3리, 마도, 청원초교 | 5회       |                |                   |
| 공영3     | 사강     | ↔        | 근당2리         | 해문2리, 슬항2리, 마도시내, 청원초교, 청원3리입구 | 1회       |                |                   |
| 공영3     | 사강     | ↔        | 고포2리(구렛골) | 은진화학, 중송리종점(뚝미), 마산1리, 마산2리(텟마당) | 2회       |                |                   |
| 공영3     | 사강     | ↔        | 지화2리         | 중송리, 마산리, 지화2리 | 4회       |                |                   |
| 공영4     | 사강     | ↔        | 고포2·3리       | 돌내, 독지리종점, 고포2·3리 | 1회       |                | 형도 경유         |
| 공영4     | 사강     | ↔        | 형도            | 사강3리, 천등3리(새말), 돌내, 독지리종점 | 2회       |                | 돌내 경유         |
| 공영4     | 사강     | ↔        | 고포3리         | 은진화학, 마산초교, 고포2리(큰개매기) | 3회       |                | 마산리(도말) 경유 |
| 공영4     | 사강     | ↔        | 고포2리(구렛골) | 은진화학, 중송1리(솔미), 마산초교 | 2회       |                |                   |
| 공영4     | 사강     | ↔        | 고포2·3리       | 사강3리, 천등3리, 새말, 돌내 | 3회       |                | 마산리회관 경유   |
| 공영4     | 사강     | ↔        | 삼존2·3리       | 봉가2리, 삼존2리 | 1회       |                |                   |
| 공영4     | 사강     | ↔        | 돌내            | 사강3리, 천등3리, 새말 | 1회       |                |                   |
| 공영4     | 사강     | ↔        | 독지2리종점     | 사강3리, 천등3리, 새말, 돌내 | 1회       |                |                   |
| 20        | 사강     | ↔        | 마산포          | 은진화학, 중송리, 마산초교, 마산2리 | 1회       |                |                   |
| 20        | 사강     | ↔        | 어도동내        | 은진은진화학, 중송리, 마산초교, 마산2리, 고포1리 | 4회       |                |                   |
| 20        | 사강     | ↔        | 어도펜션        | 은진은진화학, 중송리, 마산초교, 마산2리, 고포1리, 어도동내 | 7회       |                |                   |
| 20-1      | 사강     | ↔        | 홍법리          | 마도, 청원초교, 백곡리, 고모리 | 2회       |                |                   |
| 20-1      | 사강     | ↔        | 독지리          | 사강3리, 독지1리, 독지2리 | 7회       |                |                   |
| 20-1      | 사강     | ↔        | 백곡리          | 육일리(코스코밸리) | 6회       |                |                   |
| 20-2      | 사강     | ↔        | 사강            | 쌍정리, 용포리, 고정리 | 2회       |                | 용포리 경유       |
| 20-2      | 사강     | ↔        | 사강            | 신천리, 천등리, 고정리 | 5회       |                | 신천리 경유       |
| 20-2      | 사강     | ↔        | 사강            | 쌍정리, 용포리, 고정리, 공룡알방문자센터 | 2회       |                | 방문자센터 경유   |
| 20-2      | 사강     | ↔        | 사강            | 쌍정리, 용포리, 고정리, 신천리, 천등리 | 2회       |                | 순환              |
| 20-3      | 사강     | ↔        | 남양            | 마도면행정복지센터, 쌍송리, 시청 | 1회       |                | 쌍송리 경유       |
| 20-3      | 사강     | ↔        | 사강            | 칠곡리, 하네테마파트, 광평삼거리, 서신터미널, 서신면 행정복지센터, 해운초교, 왕모대, 용두1리, 사곳리, 홍법리회관, 서신터미널, 광평사거리, 하네테마파크, 칠곡리                                                | 4회       |                | 왕모대 경유       |
| 20-3      | 사강     | ↔        | 남양            | 칠곡리, 하네테마파트, 광평삼거리, 서신터미널, 서신면 행정복지센터, 해운초교, 왕모대, 용두1리, 사곳리, 홍법리회관, 서신터미널, 화성당성, 쌍송리                                                                | 1회       |                | 통학시간 운행     |
| 20-4(A)   | 사강     | ↔        | 남양            | 정형외과, 돼지고개.삼존리물미, 구리섬휴게소, 마도농협.화도중입구, 청원초교, 청원3리입구, 바이오단지입구, 마도산업단지, 남양타운, 남양우림아파트, 남양성지, 기업은행, 화성시청                                 | 10회      | 20~245분       |                   |
| 20-4(B)   | 사강     | ↔        | 남양            | 강정형외과, 돼지고개.삼존리물미, 삼존3리, 교통안전공단, 삼존3리, 구리섬휴게소, 마도농협.화도중입구, 청원초교, 청원3리입구, 바이오단지입구, 마도산업단지, 남양타운, 남양우림아파트, 남양성지, 기업은행, 화성시 | 2회       |                |                   |

## 보유 차종
- 자일대우버스 - 레스타
- 현대자동차 - E-에어로타운, E-카운티

## 같이 보기
- 매봉여객
- 제부여객